# Tsimazava
Tsimazava è una città e comune del Madagascar situata nel distretto di Mahabo, regione di Menabe. 
La popolazione del comune rilevata nel censimento 2001 era pari a 3 001 unità.